# Parc national de Khibiny
Khibiny est un parc national de l'oblast de Mourmansk, au nord-ouest de la Russie. Il couvre une superficie de 848 km², et est divisé en deux parties : Khibiny Ouest et Khibiny Est .
Il a été créé en février 2018 , pour protéger les écosystèmes uniques de la toundra de montagne et de la taïga du nord de la péninsule de Kola, ainsi que le patrimoine naturel, historique et culturel de la chaîne de montagnes Khibiny.
Il est supposé que la création d'une zone naturelle spécialement protégée (SPNA) contribuera au développement du tourisme écologique dans la région de Mourmansk.

## Histoire
Le géographe Veniamin Semenov-Tyan-Shansky a parlé en 1917 de la nécessité de créer une réserve naturelle comme un parc national à Khibiny, considérant l'instauration d'une réserve naturelle dans ces endroits comme la plus haute priorité , . Un obstacle à la création était qu'il s'agissait d'une région minière.
Avant l'adoption de la décision finale, le projet du parc a été révisé plus d'une fois pendant 10 ans, au cours desquels le territoire projeté a été divisé par trois . En décembre 2011, le parc national a été inclus dans le développement du système de territoires naturels spécialement protégés de la Russie jusqu'en 2020, selon lequel le parc devait être créé en 2015 . Le 19 février 2018, un décret a été signé sur la création d'un parc national ,.

## Remarques
1. 1 2 3  Национальный парк «Хибины» узаконен
2. 1 2 3  Национальный парк «Хибины» создан в Мурманской области
3. 1 2 3  (ru) « В Заполярье появился национальный парк «Хибины» », Лента.Ру,‎ 19 février 2018 (consulté le 21 avril 2018)
4. ↑  (ru) Егорова Лада, « Хибины как национальный парк », Муромский вестник,‎ 21 février 2018 (consulté le 21 avril 2018)
5. ↑  (ru) «Национальный парк Хибины» [archive du 18 avril 2018], WWF,‎ 19 février 2018 (consulté le 21 avril 2018)